# Journée mondiale de la plomberie
La Journée mondiale de la plomberie est une journée internationale ayant pour but de mettre en valeur le secteur de la plomberie face aux enjeux sanitaires liés à l’eau.

## Objectifs
Créée en 2010 par le Conseil Mondial de la Plomberie (World Plumbing Council), cette journée a pour objectif de sensibiliser le grand public à la contribution des professionnels de la plomberie aux enjeux de santé publique liés à l’eau, son traitement et son approvisionnement.